# Arabellapark (métro de Munich)
Arabellapark (en allemand : U-Bahnhof Arabellapark) est une station de la ligne U4 du métro de Munich. Elle est située dans la Arabellapark, sur le quartier de Bogenhausen, secteur de Bogenhausen à Munich en Allemagne.

## situation sur le réseau

Plan du métro (2020).

## Histoire
La station ouvre le 27 octobre 1988, lorsque la jonction entre Odeonsplatz et Innsbrucker Ring ferme et en même temps la jonction de Max-Weber-Platz à Arabellapark ouvre. La ligne est mise en service pour desservir ce secteur. La station est le terminus de la ligne 4. Une extension de la ligne de la gare de la S-Bahn de Munich d'Englschalking est approuvée en 1989, mais en raison de la situation budgétaire, il n'y a pas de déclarations concrètes sur la mise en œuvre. Le tunnel utilisé comme installation de stockage s'étend jusqu'à la station Cosimapark prévue. Les parois arrière de la station sont en béton auquel sont fixées des lattes en aluminium. Les colonnes du milieu sont revêtues de dalles de pierre légères, le plafond de dalles métalliques et de lampes isolées. La plateforme est recouverte de granit.

## Services aux voyageurs

### Intermodalité
À l'ouest de la gare, on peut rejoindre Elektrostrasse et une gare routière, à partir de laquelle plusieurs lignes de bus de la ville (lignes 150, 154, 183, 184, 185 et 187) desservent les zones résidentielles voisines. À l'est, on peut rejoindre Englschalkinger Straße et à proximité la clinique de Bogenhausen et l'arrêt de tramway de Munich du même nom (lignes 16 et 17).